# BMW Série 4 I
La BMW Série 4 I est un modèle d'automobile produit par le constructeur allemand BMW qui existe en berline, coupé et cabriolet. Elle remplace les versions coupé et cabriolet de la Série 3.
En 2017, la Série 4 restylée est dévoilée au Salon de Genève 2017. Toutes les versions sont concernées par ce restylage. La Série 4 adopte ainsi des boucliers redessinés, des optiques Full LED qui modernisent ses phares et antibrouillards et des feux arrière à diodes.

## Caractéristiques
Mesurant 4 641 mm, la Série 4 (F32) est une berline basse ou un coupé.

### Phase 1 (2013-2017)
| 420i                                                         | 428i                              | 435i                              | M4                                | 420d                              | 430d                              | 435d                              |
| ------------------------------------------------------------ | --------------------------------- | --------------------------------- | --------------------------------- | --------------------------------- | --------------------------------- | --------------------------------- |
| 4 cylindres en ligne                                         | 4 cylindres en ligne              | 6 cylindres en ligne              | 6 cylindres en ligne              | 4 cylindres en ligne              | 6 cylindres en ligne              | 6 cylindres en ligne              |
| Turbocompressé                                               |                                   |                                   |                                   |                                   |                                   |                                   |
| 1 997 cm3                                                    | 1 997 cm3                         | 2 979 cm3                         | 2 979 cm3                         | 1 995 cm3                         | 2 993 cm3                         | 2 993 cm3                         |
| 184 ch à 5 000 tr/min                                        | 245 ch de 5 000 à 6 500 tr/min    | 306 ch de 5 800 à 6 000 tr/min    | 431 ch de 5500 à 7300 tr/min      | 184 ch et 163 ch à 4 000 tr/min   | 258 ch à 4 000 tr/min             | 313 ch à 4 400 tr/min             |
| 270 N m de 1 250 à 4 500 tr/min                              | 350 N m de 1 250 à 4 800 tr/min   | 400 N m de 1 200 à 5 000 tr/min   | 550 N m de 1850 à 5500 tr/min     | 380 N m de 1 750 à 2 750 tr/min   | 560 N m de 2 000 à 2 750 tr/min   | 630 N m de 1 500 à 2 500 tr/min   |
| Propulsion ou xDrive                                         |                                   |                                   |                                   |                                   |                                   |                                   |
| 0-100 : 7.3 s (7.4 en xDrive)                                | 0-100 : 5.9 s (5.6 en xDrive)     | 0-100 : 5.4 s (5.2 en xDrive)     | 0-100 : 4.3 s                     | 0-100 : 7.5 s (7.5 en xDrive)     | -                                 | -                                 |
| Boîte manuelle 6 vitesses ou automatique Robotisé 8 vitesses |                                   |                                   |                                   |                                   |                                   |                                   |
| L x l x H = 4,641 × 1,826 × 1,362 m                          |                                   |                                   |                                   |                                   |                                   |                                   |
| Capacité du réservoir = 60 litres                            | Capacité du réservoir = 60 litres | Capacité du réservoir = 60 litres | Capacité du réservoir = 60 litres | Capacité du réservoir = 57 litres | Capacité du réservoir = 57 litres | Capacité du réservoir = 57 litres |

### Phase 2 (2017-2020)

#### Essence
Les valeurs entre parenthèses correspondent à la variante équipée de la transmission intégrale xDrive.
Les chiffres de consommation de carburant et de pollution correspondent aux chiffres maximaux proposés par le constructeur.
|                              | 418i                            | 420i/xDrive                     | 430i/xDrive                     | 440i/xDrive                     | M4                              |
| ---------------------------- | ------------------------------- | ------------------------------- | ------------------------------- | ------------------------------- | ------------------------------- |
| Moteur                       | 3 cylindres en ligne            | 4 cylindres en ligne            | 4 cylindres en ligne            | 6 cylindres en ligne            | 6 cylindres en ligne            |
| Cylindrée                    | 1 499 cm3                       | 1 998 cm3                       | 1 998 cm3                       | 2 998 cm3                       | 2 979 cm3                       |
| Puissance maximale           | 136 ch de 4 400 à 6 000 tr/min  | 184 ch de 5 000 à 6 500 tr/min  | 252 ch de 5 200 à 6 500 tr/min  | 326 ch de 5 500 à 6 500 tr/min  | 431 ch de 5 500 à 7 300 tr/min  |
| Couple maximal               | 220 N m de 1 250 à 4 300 tr/min | 270 N m de 1 350 à 4 600 tr/min | 350 N m de 1 450 à 4 800 tr/min | 450 N m de 1 380 à 5 000 tr/min | 550 N m de 1 850 à 5 500 tr/min |
| Norme environnementale       | Euro 6                          | Euro 6                          | Euro 6                          | Euro 6                          | Euro 6                          |
| Boîte de vitesses            | BVM 6 / BVA 8                   | BVM 6 / BVA 8                   | BVM 6 / BVA 8                   | BVM 6 / BVA 8                   | BVM 6 / DKG 7                   |
| Vitesse maximale             | 212                             | 236                             | 250                             | 250                             | 250                             |
| 0-100 km/h                   | 9,2                             | 7,5 / (7,8)                     | 5,8 / (5,8)                     | 5,0 / (4,9)                     | 4,1                             |
| Consommation (en L/100 km)   | 5,6                             | 5,8 / (6,1)                     | 5,8 / (6,2)                     | 6,8 / (7,3)                     | 8,3                             |
| Émissions de CO2 (en g/km)   | 131                             | 134 / (142)                     | 136 / (144)                     | 159 / (169)                     | 194                             |
| Capacité du réservoir (en L) | 60                              | 60                              | 60                              | 60                              | 60                              |
| Masse à vide (kg)            | 1 525                           | 1 570 / (1 645)                 | 1 585 / (1 650)                 | 1 630 / (1 700)                 | 1 590 / 1 615                   |

#### Diesel
|                              | 418d                            | 420d/xDrive                     | 425d                            | 430d/xDrive                     | 435dxDrive                      |
| ---------------------------- | ------------------------------- | ------------------------------- | ------------------------------- | ------------------------------- | ------------------------------- |
| Moteur                       | 4 cylindres en ligne            | 4 cylindres en ligne            | 4 cylindres en ligne            | 6 cylindres en ligne            | 6 cylindres en ligne            |
| Cylindrée                    | 1 995 cm3                       | 1 995 cm3                       | 1 995 cm3                       | 2 993 cm3                       | 2 993 cm3                       |
| Puissance maximale           | 150 ch à 4 000 tr/min           | 190 ch à 4 000 tr/min           | 224 ch à 4 400 tr/min           | 258 ch à 4 000 tr/min           | 313 ch à 4 400 tr/min           |
| Couple maximal               | 320 N m de 1 500 à 3 000 tr/min | 400 N m de 1 750 à 2 500 tr/min | 450 N m de 1 500 à 3 000 tr/min | 560 N m de 1 500 à 3 000 tr/min | 630 N m de 1 500 à 2 500 tr/min |
| Boîte de vitesses            | BVA 8 / BVM 6                   | BVA 8 / BVM 6                   | BVA 8 / BVM 6                   | BVA 8 / BVM 6                   | BVA 8 / BVM 6                   |
| Vitesse maximale             | 215                             | 232                             | 247                             | 250                             | 250                             |
| 0-100 km/h en s              | 8,6                             | 7,1 / (7,2)                     | 6,1                             | 5,5 / (5,2)                     | (4,7)                           |
| Consommation (en L/100 km)   | 4,4                             | 4,3 / (4,7)                     | 4,7                             | 5, / (5,4)                      | (5,6)                           |
| Émissions de CO2 (en g/km)   | 117                             | 114 / (125)                     | 124                             | 134 / (142)                     | (147)                           |
| Capacité du réservoir (en L) | 57                              | 57                              | 57                              | 57                              | 57                              |
| Masse à vide (kg)            | 1 560                           | 1 575 / (1 635)                 | 1 590                           | 1 615 / (1 690)                 | (1 700)                         |

## Carrosseries

### Série 4 Gran Coupé

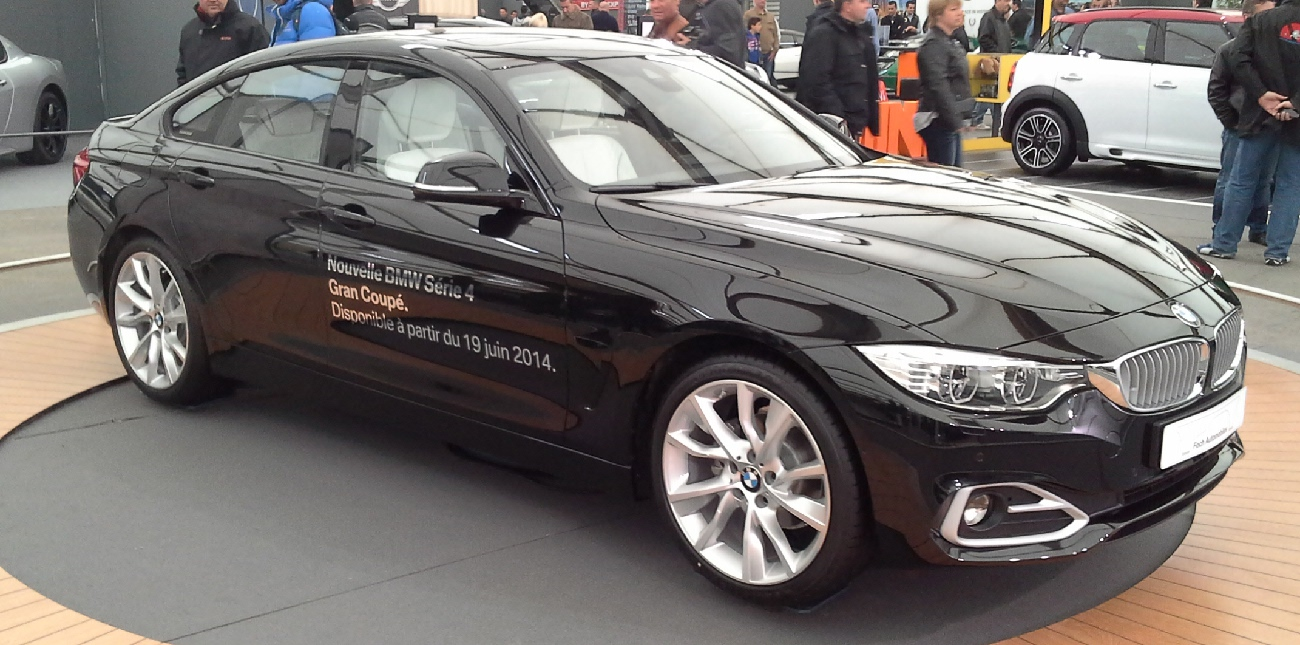
BMW Série 4 Gran Coupé

La Série 4 Gran Coupé est un coupé 4 portes.

### Série 4 Coupé

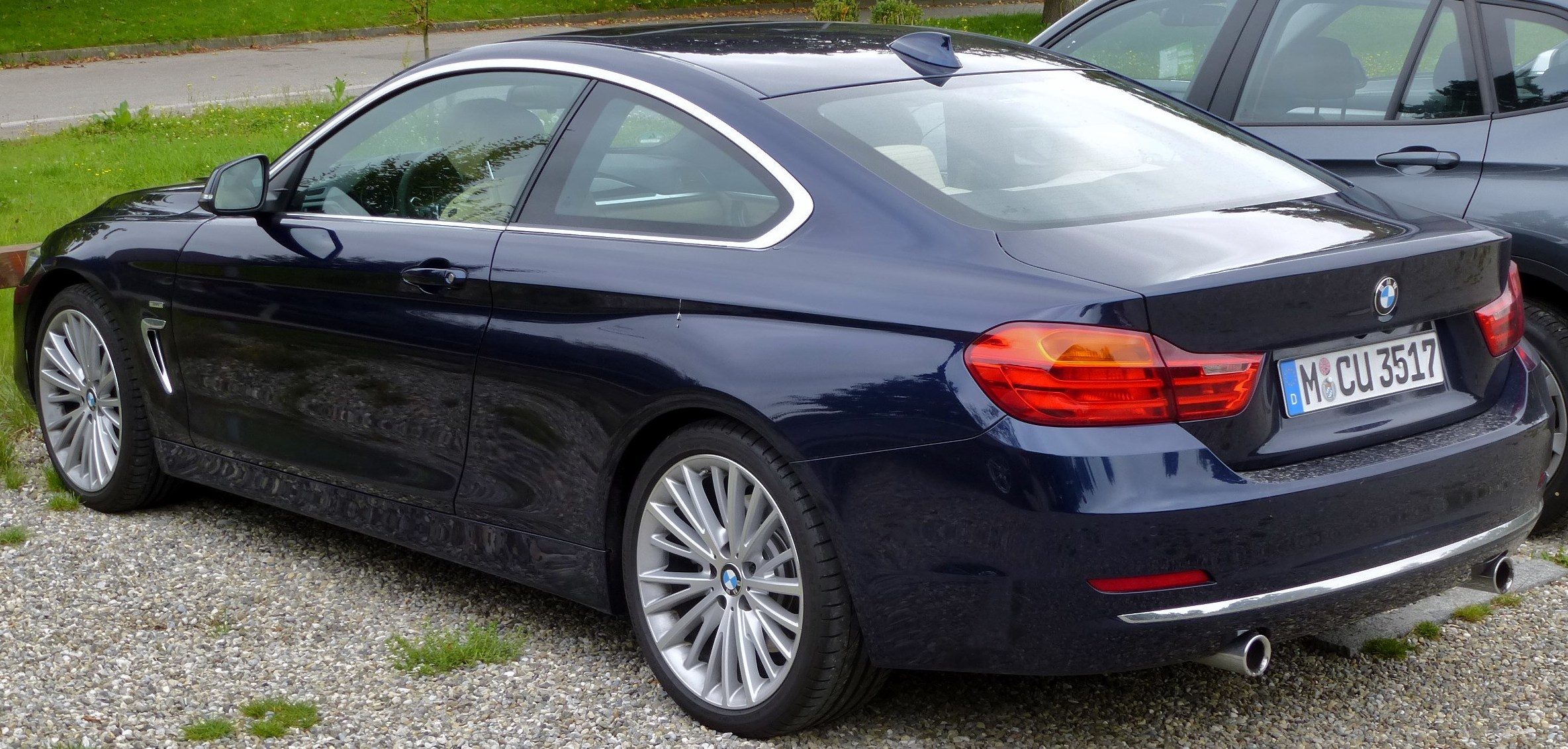
BMW Série 4 coupé

Trois motorisations sont disponibles au lancement du coupé : deux essence et un diesel. Le moteur Diesel désigné 20d, qui est un 4 cylindres en ligne de 2 litres de cylindrée. Les deux moteurs essence restent les deux plus puissants jusqu'à l'arrivée de la M4 en 2014. Il s'agit du 4 cylindres en ligne 2 litres de 245 ch (désigné 28i) et du 6 cylindres en ligne (BMW N55) 3 litres de 306 ch (désigné 35i). Par la suite, trois moteurs s'ajouteront à cette gamme : le 20i (4 cylindres 2 litres essence de 184 ch), le 25d (4 cylindres diesel 2 litres de 218 ch) et le 35d (6 cylindres diesel 3 litres de 313 ch).

### Série 4 Cabriolet

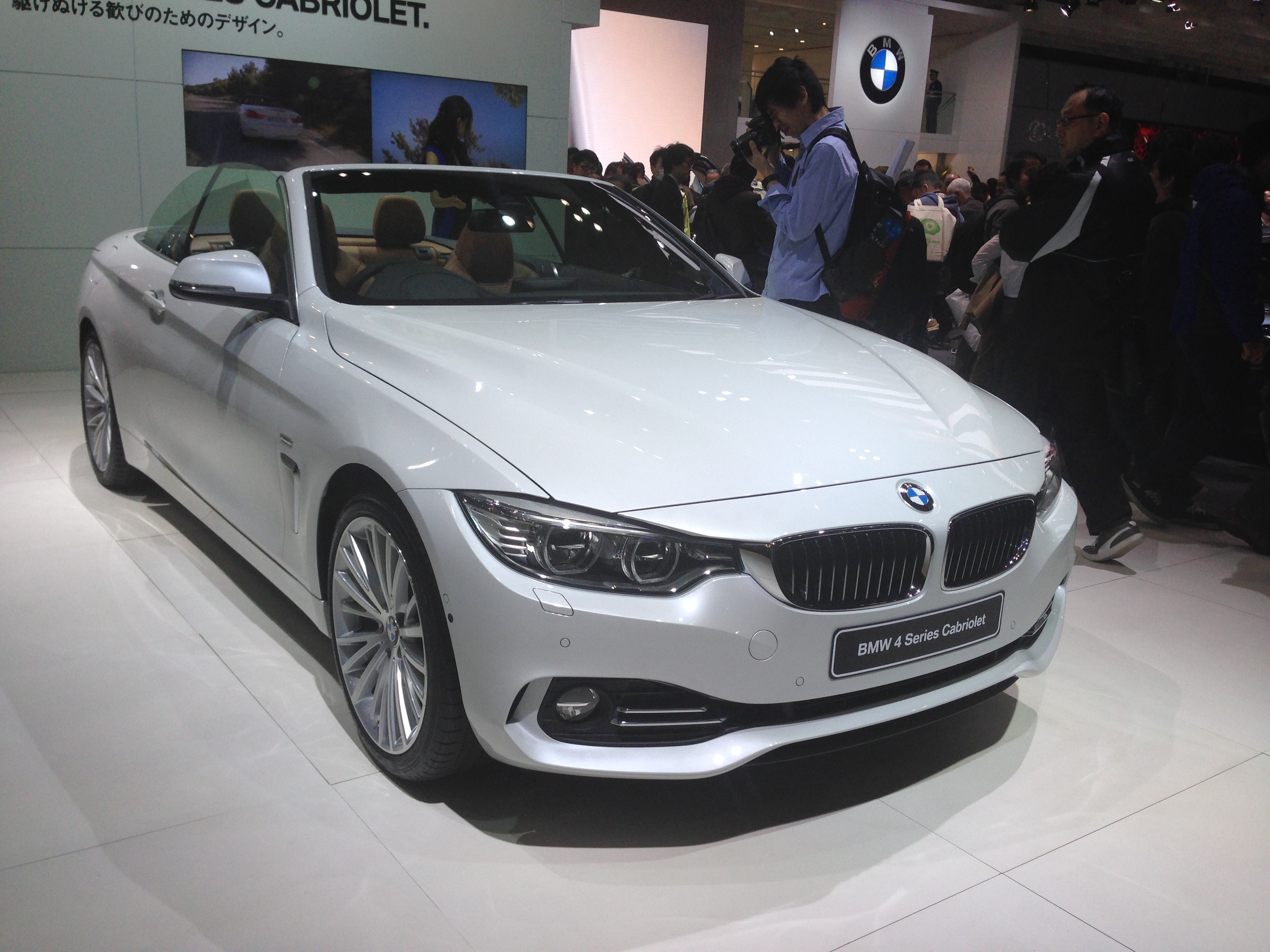
BMW Série 4 Cabriolet

Comme le coupé, la Série 3 cabriolet est remplacée par la Série 4 coupé-cabriolet. Dérivée du coupé, elle est quasi identique à la différence du toit en dur qui devient escamotable dans le coffre. La nouvelle structure de ce toit est 40 % plus rigide que celui de la Série 3 cabriolet et peut se replier en 20 secondes jusqu'à une vitesse de 18 km/h.
La gamme de moteurs est reprise de la version coupé (voir ci-dessus). Ce nouveau cabriolet arrive au printemps 2014.
La Série 4 Cabriolet est également disponible avec la finition M sport depuis l'été 2014 dans les concessions européennes de la marque allemande.

## Finitions
- Lounge : version de base, sans pack ;
- Sport : finition sportive (notamment sièges sports avec surpiqures rouges, inserts décoratifs, bas de pare-chocs avant noir) ;
- Luxury : finition luxueuse (notamment sièges cuir, inserts bois dans l'habitacle et éléments chromés à l'extérieur) ;
- M Sport : finition très sportive (notamment suspension abaissée de 10 mm, adaptative et freins avec étriers bleus en option).